# Rinku Gate Tower
La Rinku Gate Tower est un gratte-ciel de bureaux à Rinku Town, dans la préfecture d'Osaka. Elle a été construite en 1996. L'immeuble a été conçu par l'agence d'architecture Nikken Sekkei.